# Кабана-де-Бергантіньйос
Кабана-де-Бергантіньйос (гал. Cabana de Bergantiños, ісп. Cabana de Bergantiños) — муніципалітет в Іспанії, у складі автономної спільноти Галісія, у провінції Ла-Корунья. Населення — 4985 осіб (2009).
Муніципалітет розташований на відстані близько 537 км на північний захід від Мадрида, 50 км на захід від Ла-Коруньї.
Муніципалітет складається з таких паррокій: Анос, Борнейро, Кандуас, Сесульяс, Коркоесто, Кундінс, О-Есто, Нантон, Ріобо, А-Сільварредонда.

## Демографія
Динаміка населення (INE ):

## Галерея зображень

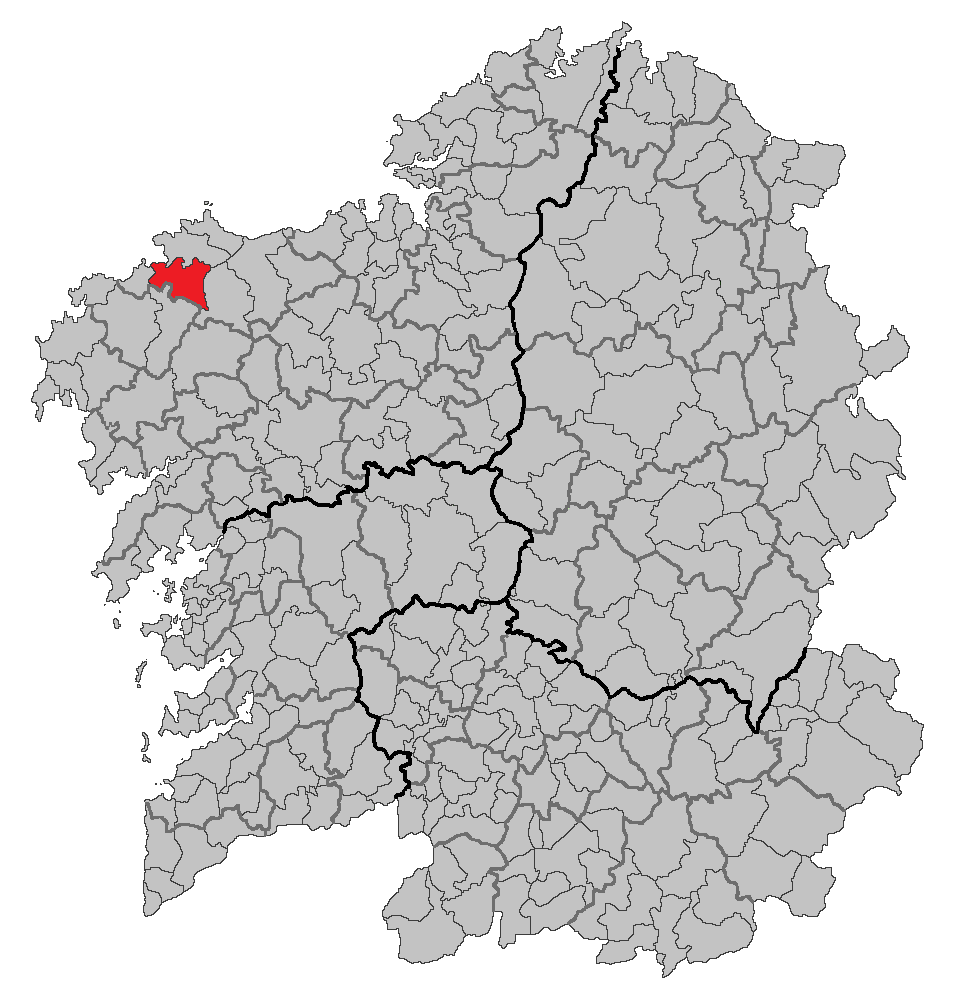
Розташування муніципалітету
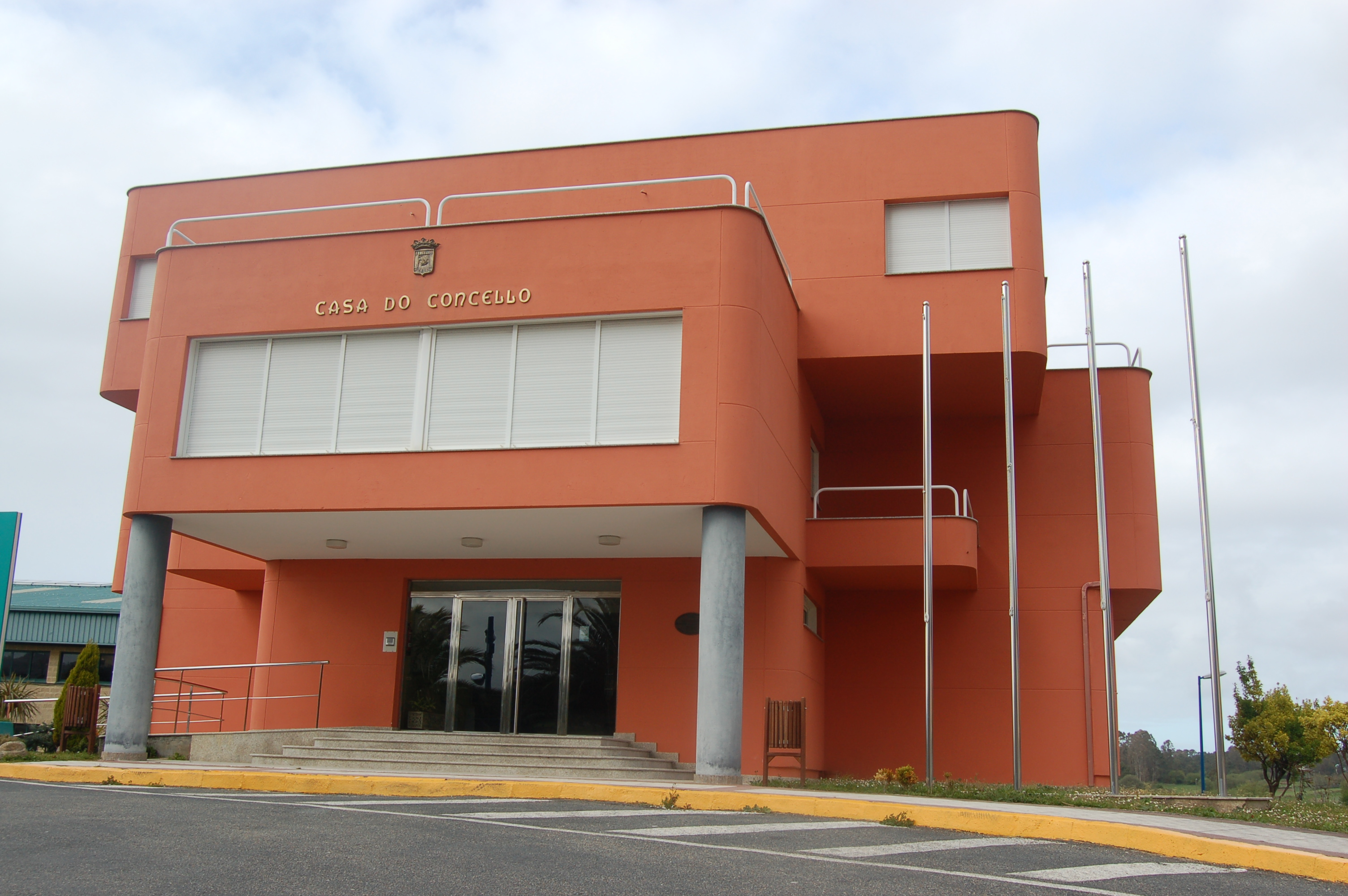
Будинок муніципальної ради